# 斯坦·乐福
斯坦利·S·洛夫（英語：Stanley S. Love，1949年4月9日—2025年4月27日），美国NBA联盟职业篮球运动员。他在1971年的NBA选秀中第1轮第9顺位被巴尔的摩子弹选中。
其子為現役NBA球星凯文·乐福。胞兄邁克·洛夫、表兄布赖恩·威尔逊、丹尼斯·威尔森和卡尔·威尔逊三人，均為海灘男孩成員。